# 羽脉野扇花
羽脉野扇花（学名：Sarcococca hookeriana）是黄杨科野扇花属的植物。分布在阿富汗、不丹、尼泊尔以及中国大陆的西藏等地，生长于海拔300米至3,500米的地区。其种加词来自约瑟夫·道尔顿·胡克的姓。

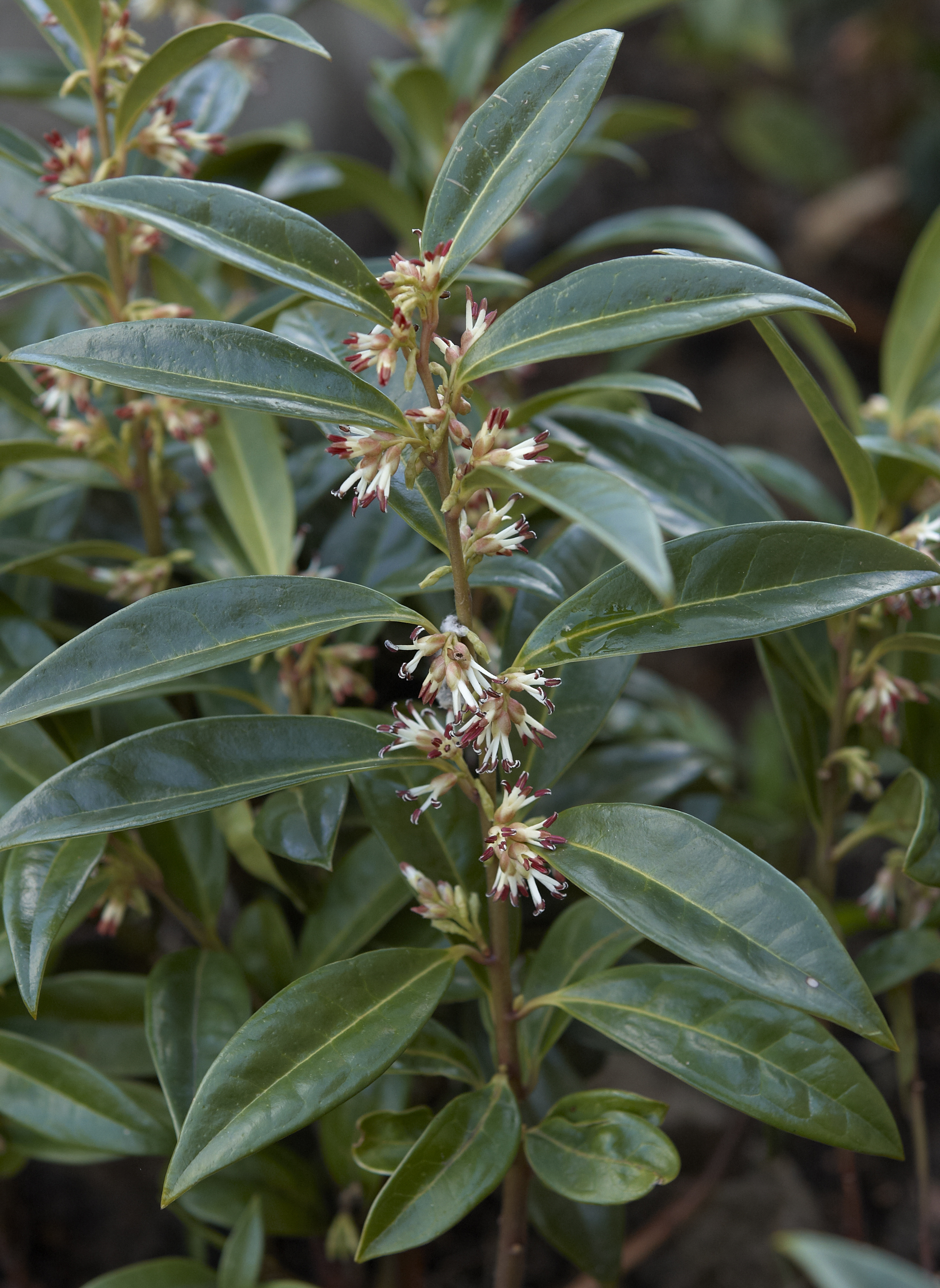
Sarcococca hookeriana 'humilis'